# Rue Volta
Rue Volta (Voltova ulice) je ulice v Paříži. Nachází se v historické čtvrti Marais ve 3. obvodu.

## Poloha
Ulice vede od křižovatky s Rue au Maire a končí u Rue Notre-Dame-de-Nazareth. Ulice je orientována z jihu na sever.

## Historie
Ulice vznikla v roce 1851 spojením tří ulic Rue Frépillon, Rue de la Croix a Rue du Pont-aux-Biches a byla pojmenována podle italského fyzika Alessandra Volty.

## Významné stavby
Hrázděný dům č. 3 v této ulici byl dlouho považován za nejstarší dům v Paříži pocházející údajně z období kolem roku 1300. Ovšem při výzkumu v roce 1979 bylo zjištěno, že pochází až z roku 1644. Opravdu nejstarší dům v Paříži (z roku 1407) se nachází nedaleko v ulici Rue de Montmorency.
V domě č. 37 sídlí Théâtre du Marais.